# Franco Dompè
Franco Dompè (fl. XX secolo) è stato un bobbista italiano, atleta attivo negli anni cinquanta.
Partecipò ai VI Giochi olimpici invernali disputati a Oslo nel 1952.